# McAdenville
McAdenville est une ville américaine située dans le comté de Gaston en Caroline du Nord. En 2010, sa population était de 651 habitants.

## Démographie
| 1900  | 1910 | 1920  | 1930 | 1940 | 1950  |
| ----- | ---- | ----- | ---- | ---- | ----- |
| 1 144 | 983  | 1 162 | 914  | 887  | 1 060 |

| 1960 | 1970 | 1980 | 1990 | 2000 | 2010 |
| ---- | ---- | ---- | ---- | ---- | ---- |
| 748  | 950  | 947  | 830  | 619  | 651  |

## Traduction
- (en) Cet article est partiellement ou en totalité issu de l’article de Wikipédia en anglais intitulé « McAdenville, North Carolina » (voir la liste des auteurs).